# Saint-Just-d’Avray
Saint-Just-d’Avray ist eine französische Gemeinde mit 743 Einwohnern (Stand 1. Januar 2022) im Département Rhône in der Region Auvergne-Rhône-Alpes. Sie gehört zum Arrondissement Villefranche-sur-Saône.

## Geografie
Das Dorf liegt auf einem Felsvorsprung in einer Höhe von ca. 560 Metern, der höchste Punkt ist der Crêt Quatre Bornes, auf 898 Meter.

## Bevölkerungsentwicklung
| Jahr                       | 1962 | 1968 | 1975 | 1982 | 1990 | 1999 | 2007 | 2018 |
| Einwohner                  | 723  | 726  | 653  | 576  | 594  | 631  | 713  | 747  |
| Quellen: Cassini und INSEE |      |      |      |      |      |      |      |      |